# Élections cantonales de 1970 en Ille-et-Vilaine
Les élections cantonales se sont déroulées les 8 et 15 mars 1970.
Avant et après les élections, le conseil général d'Ille-et-Vilaine est présidé par Henri Fréville, membre du Centre démocrate.
Il comprend 43 conseillers généraux issus des 43 cantons d'Ille-et-Vilaine.

## Contexte départemental

### Assemblée départementale sortante
| Parti                                              | Sigle    | Élus |
| -------------------------------------------------- | -------- | ---- |
| Majorité (24 sièges)                               |          |      |
| Centre démocrate                                   | CD       | 18   |
| Centre gauche                                      | CG       | 4    |
| Divers droite                                      | Mod opp. | 2    |
| Minorité (17 sièges)                               |          |      |
| Union des démocrates pour la République            | UDR      | 10   |
| Divers droite                                      | Mod maj. | 4    |
| Extrême droite                                     | Ext D.   | 2    |
| Fédération nationale des républicains indépendants | RI       | 1    |
| Président du conseil général                       |          |      |
| Henri Fréville (CD)                                |          |      |

## Résultats à l'échelle du département

### Résultats en nombre de sièges
| Parti                                            | Sièges mis en jeu | Élus | Évolution |
| ------------------------------------------------ | ----------------- | ---- | --------- |
| Centre démocrate                                 | 9                 | 11   | +2        |
| Parti républicain, radical et radical-socialiste | 3                 | 2    | -1        |
| Centre national des indépendants et paysans      | 1                 | 0    | -1        |
| Divers gauche                                    | 0                 | 0    | -         |
| Union des démocrates pour la République          | 4                 | 5    | +1        |
| Modérés                                          | 2                 | 2    | -         |
| Républicains indépendants                        | 1                 | 0    | -1        |

### Assemblée départementale à l'issue des élections
| Parti                                              | Sigle    | Élus |
| -------------------------------------------------- | -------- | ---- |
| Majorité (24 sièges)                               |          |      |
| Centre démocrate                                   | CD       | 18   |
| Centre gauche                                      | CG       | 4    |
| Divers droite                                      | Mod opp. | 2    |
| Minorité (17 sièges)                               |          |      |
| Union des démocrates pour la République            | UDR      | 10   |
| Divers droite                                      | Mod maj. | 4    |
| Extrême droite                                     | Ext D.   | 2    |
| Fédération nationale des républicains indépendants | RI       | 1    |
| Président du conseil général                       |          |      |
| Henri Fréville (CD)                                |          |      |

## Arrondissement de Rennes

### Canton de Rennes-Nord-Est
- Conseiller sortant : Henri Fréville (CDP), élu depuis 1958.

| Candidat | Candidat               | Étiquette | Premier tour | Premier tour | Second tour | Second tour |
| Candidat | Candidat               | Étiquette | Voix         | %            | Voix        | %           |
| -------- | ---------------------- | --------- | ------------ | ------------ | ----------- | ----------- |
|          | Henri Fréville *       | CDP       | 8 447        | 49,08        | 11 481      | 79,49       |
|          | Jacques Cressard       | UDR       | 5 199        | 30,21        |             |             |
|          | Michel Vacher          | PCF       | 1 684        | 9,78         | 2 963       | 20,51       |
|          | Pierre-Yves Heurtin    | PSU       | 1 110        | 6,45         |             |             |
|          | Jean-Pierre Planckaert | PS        | 771          | 4,48         |             |             |
|          |                        |           |              |              |             |             |
| Inscrits | Inscrits               | Inscrits  | 32 536       | 100,00       | 32 537      | 100,00      |
| Votants  | Votants                | Votants   | 17 447       | 53,62        | 15 144      | 46,54       |
| Exprimés | Exprimés               | Exprimés  | 17 211       | 98,65        | 14 444      | 95,38       |

### Canton de Rennes-Sud-Est
- Conseiller sortant : Henri Garnier (CD), élu depuis 1964.

| Candidat | Candidat            | Étiquette | Premier tour | Premier tour | Second tour | Second tour |
| Candidat | Candidat            | Étiquette | Voix         | %            | Voix        | %           |
| -------- | ------------------- | --------- | ------------ | ------------ | ----------- | ----------- |
|          | Henri Garnier *     | CD        | 8 630        | 41,40        | 11 997      | 59,99       |
|          | Félix Florio        | UDR       | 3 911        | 18,76        |             |             |
|          | Michel Phlipponneau | PS        | 3 490        | 16,74        | 8 002       | 40,01       |
|          | Louis Barbé         | PCF       | 3 427        | 16,44        |             |             |
|          | Albert Renouf       | PSU       | 1 389        | 6,66         |             |             |
|          |                     |           |              |              |             |             |
| Inscrits | Inscrits            | Inscrits  | 22 650       | 100,00       | 22 650      | 100,00      |
| Votants  | Votants             | Votants   | 8 987        | 39,68        | 9 710       | 42,87       |
| Exprimés | Exprimés            | Exprimés  | 8 824        | 98,19        | 9 555       | 98,40       |

### Canton de Châteaugiron
- Conseiller sortant : Pierre Le Treut (Mod maj.), élu depuis juillet 1965.

Maurice Audrain (CG), élu depuis 1951, président du Conseil Général depuis mars 1964, est mort le 22 mai 1965.
| Candidat | Candidat          | Étiquette | Premier tour | Premier tour |
| Candidat | Candidat          | Étiquette | Voix         | %            |
| -------- | ----------------- | --------- | ------------ | ------------ |
|          | Pierre Le Treut * | Mod maj.  | 2 528        | 54,86        |
|          | Michel Loisel     | DVG       | 1 858        | 40,32        |
|          | Rémy Lebrun       | PCF       | 222          | 4,82         |
|          |                   |           |              |              |
| Inscrits | Inscrits          | Inscrits  | 5 546        | 100,00       |
| Votants  | Votants           | Votants   | 4 661        | 84,04        |
| Exprimés | Exprimés          | Exprimés  | 4 608        | 98,86        |

### Canton de Janzé
- Conseiller sortant : Jean-Marie Lacire (Mod maj.), élu depuis 1937.

| Candidat | Candidat            | Étiquette | Premier tour | Premier tour |
| Candidat | Candidat            | Étiquette | Voix         | %            |
| -------- | ------------------- | --------- | ------------ | ------------ |
|          | Jean-Marie Lacire * | Mod maj.  | 3 775        | 89,48        |
|          | François Faucheux   | PCF       | 444          | 10,52        |
|          |                     |           |              |              |
| Inscrits | Inscrits            | Inscrits  | 6 108        | 100,00       |
| Votants  | Votants             | Votants   | 4 420        | 72,36        |
| Exprimés | Exprimés            | Exprimés  | 4 219        | 95,45        |

### Canton de Mordelles
- Conseiller sortant : Jean Châtel (Mod maj.), élu depuis 1964.

| Candidat | Candidat       | Étiquette | Premier tour | Premier tour |
| Candidat | Candidat       | Étiquette | Voix         | %            |
| -------- | -------------- | --------- | ------------ | ------------ |
|          | Jean Châtel *  | Mod maj.  | 3 180        | 82,09        |
|          | André Domenech | PCF       | 694          | 17,91        |
|          |                |           |              |              |
| Inscrits | Inscrits       | Inscrits  | 6 076        | 100,00       |
| Votants  | Votants        | Votants   | 4 284        | 70,51        |
| Exprimés | Exprimés       | Exprimés  | 3 874        | 90,43        |

## Arrondissement de Saint-Malo

### Canton de Saint-Malo-Nord
- Conseiller sortant : Jean Videment (Rad), élu depuis 1964, ne se représente pas.

| Candidat | Candidat        | Étiquette | Premier tour | Premier tour | Second tour | Second tour |
| Candidat | Candidat        | Étiquette | Voix         | %            | Voix        | %           |
| -------- | --------------- | --------- | ------------ | ------------ | ----------- | ----------- |
|          | Jean Noury      | CD        | 2 934        | 33,09        | 3 638       | 39,45       |
|          | Ernest Pinçon   | UDR       | 2 407        | 27,12        | 4 018       | 43,57       |
|          | Jean Lemaître   | PCF       | 1 166        | 13,14        | 1 567       | 16,99       |
|          | Maurice Callame | Mod maj.  | 951          | 10,71        |             |             |
|          | Alain Roman     | PS        | 789          | 8,89         |             |             |
|          | Henry Auffret   | DVG       | 629          | 7,09         |             |             |
|          |                 |           |              |              |             |             |
| Inscrits | Inscrits        | Inscrits  | 17 029       | 100,00       | 17 018      | 100,00      |
| Votants  | Votants         | Votants   | 9 089        | 53,37        | 9 423       | 55,37       |
| Exprimés | Exprimés        | Exprimés  | 8 876        | 97,66        | 9 223       | 97,88       |

### Canton de Châteauneuf-d'Ille-et-Vilaine
- Conseiller sortant : François Rouvrais (Mod maj.), élu depuis 1937.

| Candidat | Candidat            | Étiquette | Premier tour | Premier tour |
| Candidat | Candidat            | Étiquette | Voix         | %            |
| -------- | ------------------- | --------- | ------------ | ------------ |
|          | François Rouvrais * | Mod maj.  | 2 267        | 56,49        |
|          | Bernard Cos         | Mod maj.  | 1 299        | 32,37        |
|          | François Larivière  | PCF       | 447          | 11,14        |
|          |                     |           |              |              |
| Inscrits | Inscrits            | Inscrits  | 5 596        | 100,00       |
| Votants  | Votants             | Votants   | 4 111        | 73,46        |
| Exprimés | Exprimés            | Exprimés  | 4 013        | 97,62        |

### Canton de Dinard
- Conseiller sortant : Yvon Bourges (UDR), secrétaire d'État, élu depuis 1964.

| Candidat | Candidat       | Étiquette | Premier tour | Premier tour |
| Candidat | Candidat       | Étiquette | Voix         | %            |
| -------- | -------------- | --------- | ------------ | ------------ |
|          | Yvon Bourges * | UDR       | 5 085        | 66,55        |
|          | Paul Monnet    | CD        | 1 389        | 18,18        |
|          | René Guénan    | PCF       | 1 167        | 15,27        |
|          |                |           |              |              |
| Inscrits | Inscrits       | Inscrits  | 11 837       | 100,00       |
| Votants  | Votants        | Votants   | 7 887        | 66,63        |
| Exprimés | Exprimés       | Exprimés  | 7 641        | 96,88        |

### Canton de Dol-de-Bretagne
- Conseiller sortant : Yves Estève (UDR), sénateur, élu depuis 1945.

| Candidat | Candidat               | Étiquette | Premier tour | Premier tour |
| Candidat | Candidat               | Étiquette | Voix         | %            |
| -------- | ---------------------- | --------- | ------------ | ------------ |
|          | Yves Estève *          | UDR       | 2 769        | 67,97        |
|          | Jean-Claude Kerguillec | PCF       | 1 305        | 32,03        |
|          |                        |           |              |              |
| Inscrits | Inscrits               | Inscrits  | 7 450        | 100,00       |
| Votants  | Votants                | Votants   | 4 559        | 61,20        |
| Exprimés | Exprimés               | Exprimés  | 4 074        | 89,36        |

### Canton de Tinténiac
- Conseiller sortant : Roger Nogues (DVG), élu depuis 1964.

| Candidat | Candidat       | Étiquette | Premier tour | Premier tour |
| Candidat | Candidat       | Étiquette | Voix         | %            |
| -------- | -------------- | --------- | ------------ | ------------ |
|          | Roger Nogues * | DVG       | 3 501        | 92,91        |
|          | Émile Lohat    | PCF       | 267          | 7,09         |
|          |                |           |              |              |
| Inscrits | Inscrits       | Inscrits  | 4 986        | 100,00       |
| Votants  | Votants        | Votants   | 3 919        | 78,60        |
| Exprimés | Exprimés       | Exprimés  | 3 768        | 96,15        |

## Arrondissement de Fougères

### Canton de Fougères-Nord
- Conseiller sortant : Jean Madelain (CD), élu depuis 1964.

| Candidat | Candidat             | Étiquette | Premier tour | Premier tour |
| Candidat | Candidat             | Étiquette | Voix         | %            |
| -------- | -------------------- | --------- | ------------ | ------------ |
|          | Jean Madelain *      | CD        | 7 259        | 86,18        |
|          | Jean-Claude Guillerm | PCF       | 1 164        | 13,82        |
|          |                      |           |              |              |
| Inscrits | Inscrits             | Inscrits  | 13 970       | 100,00       |
| Votants  | Votants              | Votants   | 8 734        | 62,52        |
| Exprimés | Exprimés             | Exprimés  | 8 423        | 96,44        |

### Canton d'Antrain
- Conseiller sortant : Fernand Aupinel (CDP), élu depuis 195.

| Candidat | Candidat          | Étiquette | Premier tour | Premier tour |
| Candidat | Candidat          | Étiquette | Voix         | %            |
| -------- | ----------------- | --------- | ------------ | ------------ |
|          | Fernand Aupinel * | CDP       | 3 336        | 83,17        |
|          | Gaston Mentec     | PCF       | 675          | 16,83        |
|          |                   |           |              |              |
| Inscrits | Inscrits          | Inscrits  | 6 327        | 100,00       |
| Votants  | Votants           | Votants   | 4 200        | 66,38        |
| Exprimés | Exprimés          | Exprimés  | 4 011        | 95,50        |

### Canton de Saint-Aubin-du-Cormier
- Conseiller sortant : Pierre Morel (DVG), élu depuis 1931.

| Candidat | Candidat       | Étiquette | Premier tour | Premier tour |
| Candidat | Candidat       | Étiquette | Voix         | %            |
| -------- | -------------- | --------- | ------------ | ------------ |
|          | Pierre Morel * | DVG       | 2 644        | 92,32        |
|          | Félix Bodenan  | PCF       | 220          | 7,68         |
|          |                |           |              |              |
| Inscrits | Inscrits       | Inscrits  | 4 609        | 100,00       |
| Votants  | Votants        | Votants   | 3 246        | 70,43        |
| Exprimés | Exprimés       | Exprimés  | 2 864        | 88,23        |

## Arrondissement de Vitré

### Canton de Vitré-Est
- Conseiller sortant : Alexis Méhaignerie (CD), élu depuis 1945.

| Candidat | Candidat             | Étiquette | Premier tour | Premier tour | Second tour | Second tour |
| Candidat | Candidat             | Étiquette | Voix         | %            | Voix        | %           |
| -------- | -------------------- | --------- | ------------ | ------------ | ----------- | ----------- |
|          | Alexis Méhaignerie * | CD        | 3 093        | 49,46        | 3 319       | 51,63       |
|          | René Crinon          | UDR       | 2 624        | 41,96        | 2 738       | 42,59       |
|          | Jean-Yves Meunier    | PS        | 312          | 4,99         | 372         | 5,79        |
|          | Marcel Monier        | PCF       | 224          | 3,58         |             |             |
|          |                      |           |              |              |             |             |
| Inscrits | Inscrits             | Inscrits  | 8 595        | 100,00       | 8 596       | 100,00      |
| Votants  | Votants              | Votants   | 6 456        | 75,11        | 6 561       | 76,33       |
| Exprimés | Exprimés             | Exprimés  | 6 253        | 96,86        | 6 429       | 97,99       |

### Canton d'Argentré-du-Plessis
- Conseiller sortant : Paul Poirier CD, élu depuis 1958, ne se représente pas.

| Candidat | Candidat       | Étiquette | Premier tour | Premier tour |
| Candidat | Candidat       | Étiquette | Voix         | %            |
| -------- | -------------- | --------- | ------------ | ------------ |
|          | Jean Bourdais  | CD        | 3 495        | 69,36        |
|          | Albert Templon | Mod maj.  | 1 484        | 29,45        |
|          | Félix Leturc   | PCF       | 60           | 1,19         |
|          |                |           |              |              |
| Inscrits | Inscrits       | Inscrits  | 6 116        | 100,00       |
| Votants  | Votants        | Votants   | 5 104        | 83,45        |
| Exprimés | Exprimés       | Exprimés  | 5 039        | 98,73        |

### Canton de La Guerche-de-Bretagne
- Conseiller sortant : Henri Lassourd (UDR), élu depuis 1951.

| Candidat | Candidat        | Étiquette | Premier tour | Premier tour |
| Candidat | Candidat        | Étiquette | Voix         | %            |
| -------- | --------------- | --------- | ------------ | ------------ |
|          | Henri Lassourd* | UDR       | 3 352        | 66,73        |
|          | Guy Gerbaud     | PS        | 1 606        | 31,97        |
|          | Gaston Besson   | PCF       | 65           | 1,29         |
|          |                 |           |              |              |
| Inscrits | Inscrits        | Inscrits  | 6 773        | 100,00       |
| Votants  | Votants         | Votants   | 5 212        | 76,95        |
| Exprimés | Exprimés        | Exprimés  | 5 023        | 96,37        |

## Arrondissement de Redon

### Canton de Redon
- Conseiller sortant : Isidore Renouard (RI), élu depuis 1958.

| Candidat | Candidat          | Étiquette | Premier tour | Premier tour | Second tour | Second tour |
| Candidat | Candidat          | Étiquette | Voix         | %            | Voix        | %           |
| -------- | ----------------- | --------- | ------------ | ------------ | ----------- | ----------- |
|          | Joseph Ricordel   | Mod maj.  | 2 998        | 43,40        | 3 383       | 49,81       |
|          | Isidore Renouard* | RI        | 2 625        | 38,00        | 2 285       | 33,64       |
|          | Roger Bourel      | PCF       | 1 285        | 18,60        | 1 124       | 16,55       |
|          |                   |           |              |              |             |             |
| Inscrits | Inscrits          | Inscrits  | 9 636        | 100,00       | 9 635       | 100,00      |
| Votants  | Votants           | Votants   | 7 041        | 73,07        | 6 848       | 71,07       |
| Exprimés | Exprimés          | Exprimés  | 6 908        | 98,11        | 6 792       | 99,18       |

### Canton de Guichen
- Conseiller sortant : Alphonse de Pioger (Ext D.), élu depuis 1951.

| Candidat | Candidat             | Étiquette | Premier tour | Premier tour |
| Candidat | Candidat             | Étiquette | Voix         | %            |
| -------- | -------------------- | --------- | ------------ | ------------ |
|          | Jacques Renault      | Mod maj.  | 2 614        | 56,00        |
|          | Alphonse de Pioger * | Ext D.    | 1 482        | 31,75        |
|          | Jean Poupard         | PCF       | 572          | 12,25        |
|          |                      |           |              |              |
| Inscrits | Inscrits             | Inscrits  | 7 076        | 100,00       |
| Votants  | Votants              | Votants   | 4 783        | 67,60        |
| Exprimés | Exprimés             | Exprimés  | 4 668        | 97,60        |

### Canton de Maure-de-Bretagne
- Conseiller sortant : Ange Barre (Mod maj.), élu depuis 1964.

| Candidat | Candidat       | Étiquette | Premier tour | Premier tour |
| Candidat | Candidat       | Étiquette | Voix         | %            |
| -------- | -------------- | --------- | ------------ | ------------ |
|          | Ange Barre *   | Mod maj.  | 2 566        | 78,28        |
|          | Louis Cheminel | Mod maj.  | 599          | 18,27        |
|          | Guy Mouneau    | PCF       | 113          | 3,45         |
|          |                |           |              |              |
| Inscrits | Inscrits       | Inscrits  | 4 535        | 100,00       |
| Votants  | Votants        | Votants   | 3 389        | 74,73        |
| Exprimés | Exprimés       | Exprimés  | 3 278        | 96,75        |

## Ancien arrondissement de Montfort-sur-Meu

### Canton de Montfort-sur-Meu
- Conseiller sortant : Émile Tardif (CD), élu depuis 1945.

| Candidat | Candidat         | Étiquette | Premier tour | Premier tour |
| Candidat | Candidat         | Étiquette | Voix         | %            |
| -------- | ---------------- | --------- | ------------ | ------------ |
|          | Émile Tardif *   | CD        | 4 358        | 83,50        |
|          | Paul Rival's     | Mod maj.  | 504          | 9,66         |
|          | Francis Foucault | PCF       | 357          | 6,84         |
|          |                  |           |              |              |
| Inscrits | Inscrits         | Inscrits  | 7 591        | 100,00       |
| Votants  | Votants          | Votants   | 5 293        | 69,73        |
| Exprimés | Exprimés         | Exprimés  | 5 219        | 98,60        |

### Canton de Montauban-de-Bretagne
- Conseiller sortant : Joseph Faramin (CD), élu depuis 1964.

| Candidat | Candidat         | Étiquette | Premier tour | Premier tour |
| Candidat | Candidat         | Étiquette | Voix         | %            |
| -------- | ---------------- | --------- | ------------ | ------------ |
|          | Joseph Faramin * | CD        | 2 933        | 89,78        |
|          | Maurice Bonini   | PCF       | 334          | 10,22        |
|          |                  |           |              |              |
| Inscrits | Inscrits         | Inscrits  | 4 543        | 100,00       |
| Votants  | Votants          | Votants   | 3 468        | 76,34        |
| Exprimés | Exprimés         | Exprimés  | 3 267        | 94,20        |

### Canton de Saint-Méen-le-Grand
- Conseiller sortant : André Guillou (UDR) élu depuis 1964.

| Candidat | Candidat         | Étiquette | Premier tour | Premier tour |
| Candidat | Candidat         | Étiquette | Voix         | %            |
| -------- | ---------------- | --------- | ------------ | ------------ |
|          | André Guillou *  | UDR       | 2 580        | 54,01        |
|          | Jean Guégau      | CD        | 2 030        | 42,50        |
|          | Albert Heudeline | PCF       | 167          | 3,50         |
|          |                  |           |              |              |
| Inscrits | Inscrits         | Inscrits  | 5 874        | 100,00       |
| Votants  | Votants          | Votants   | 4 827        | 82,18        |
| Exprimés | Exprimés         | Exprimés  | 4 777        | 98,96        |